# Cecil McMaster
Cecil Charles McMaster (né le 5 juin 1895 à Port Elizabeth et décédé le 11 septembre 1981 à Germiston) est un athlète sud-africain spécialiste du 10 kilomètres marche. 

## Biographie

### Palmarès
| Date | Compétition           | Lieu   | Résultat | Épreuve        | Performance   |
| ---- | --------------------- | ------ | -------- | -------------- | ------------- |
| 1920 | Jeux olympiques d'été | Anvers | 4e       | 3 000 m marche | 13 min 23 s 6 |
| 1920 | Jeux olympiques d'été | Anvers | 4e       | 10 km marche   | 50 min 4 s 0  |
| 1924 | Jeux olympiques d'été | Paris  | 3e       | 10 km marche   | 49 min 8 s 0  |

### Records
| Épreuve              | Performance  | Lieu | Date |
| -------------------- | ------------ | ---- | ---- |
| 10 kilomètres marche | 45 min 4 s 6 |      | 1924 |